# درش بیار (ترانه)
"'درش بیار" (به انگلیسی: Take It Off) یک ترانه از کشا است. این ترانه ۱۳ ژوئیه ۲۰۱۰ از آلبوم حیوان منتشر شد. این ترانه مقام اول بهترین آهنگ‌ها در کشور مجارستان را به دست آورد. همچنین مقام چهاردهم در ترانه‌های سبک دنس-پاپ در ایالات متحده و مقام هشتم ۱۰۰ آهنگ داغ بیلبورد را به دست آورد.